# Lochzange

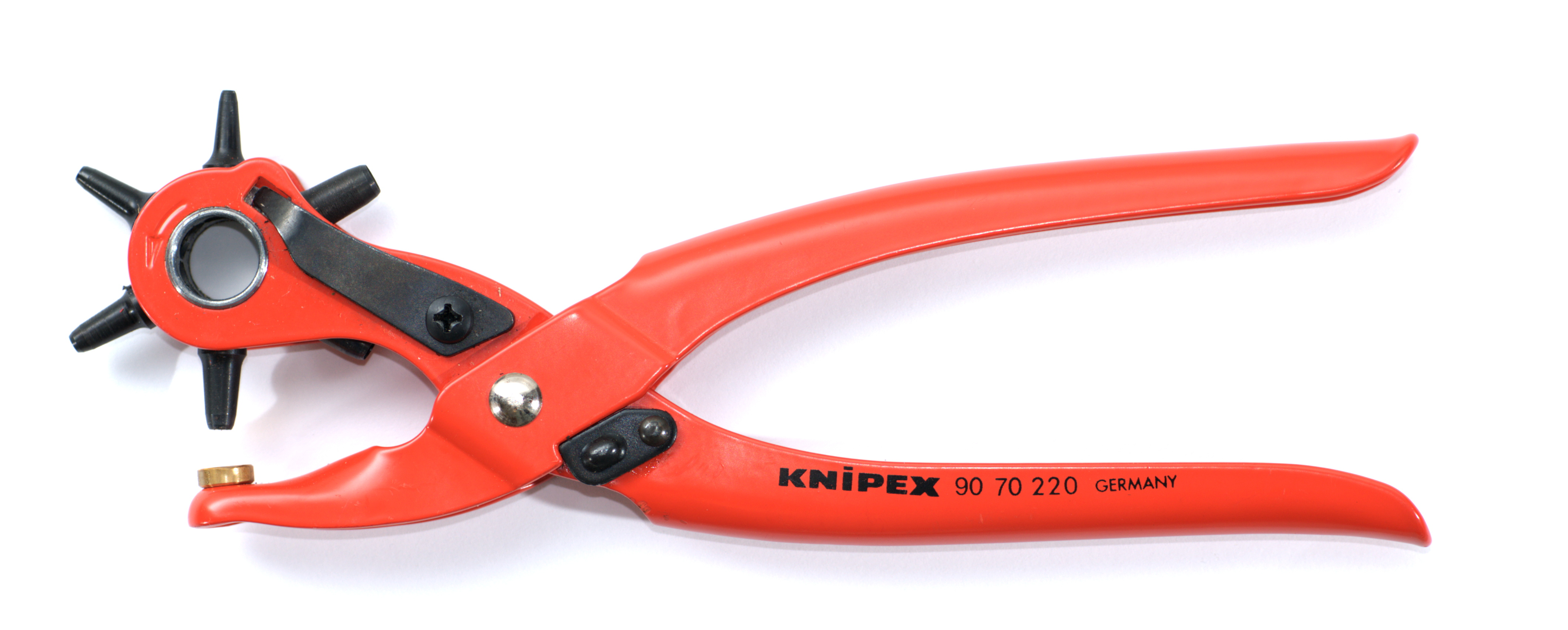
Lochzange mit Stanzmessern

Eine Lochzange ist eine Zange, mit der Löcher in ein Werkstück eingebracht werden können. Dazu ist im Zangenkopf eine der beiden Wirkstellen als Stempel oder Stanzmesser ausgebildet und die andere als Matrize. 
Lochzangen mit Stempel haben i. d. R. eine Matrize mit Loch. Diese Bauform ist z. B. in der Blechbearbeitung üblich.
Lochzangen mit Stanzmesser haben i. d. R. eine ebene Matrize ohne Loch. Diese Bauform hat sich z. B. zur Bearbeitung von Leder oder Stoff etabliert.
Um Löcher unterschiedlicher Größe herstellen zu können, sind meist sowohl Stempel / Stanzmesser und manchmal auch die Matrize variabel. Bei den Lochzangen mit Stempel können dazu sowohl der Stempel als auch die Matrize austauschbar sein; bei Lochzangen mit Stanzmessern sind oft mehrere Stanzmesser drehbar an der Zange angebracht.
Eine besondere Ausführung der Lochzange ist die Schaffnerzange. In der Tiermedizin werden Lochzangen eingesetzt, um Nasenringe in die Nasenscheidewand einzuziehen.

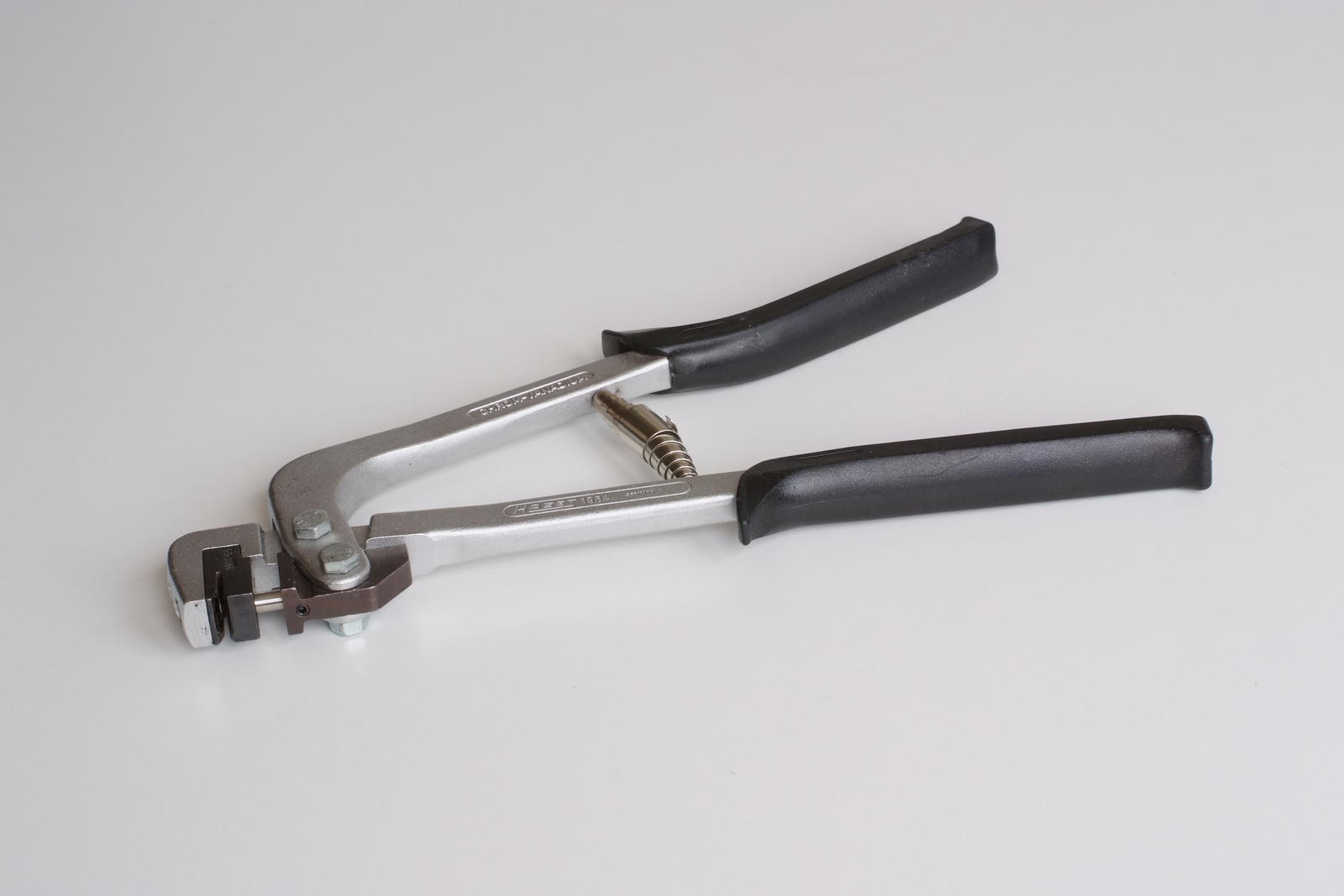
Lochzange für Blech, Hersteller Hazet
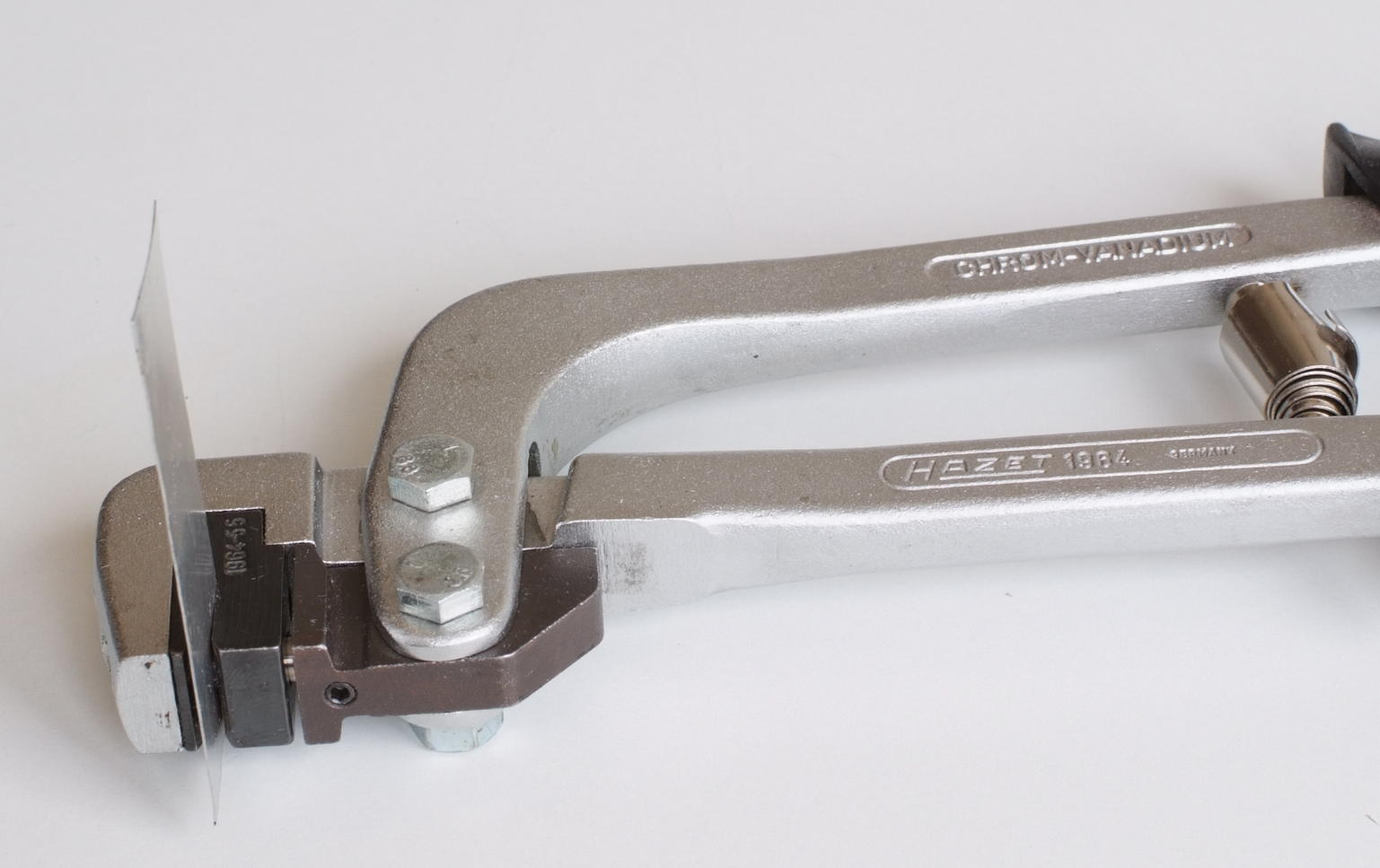
Zange betätigt
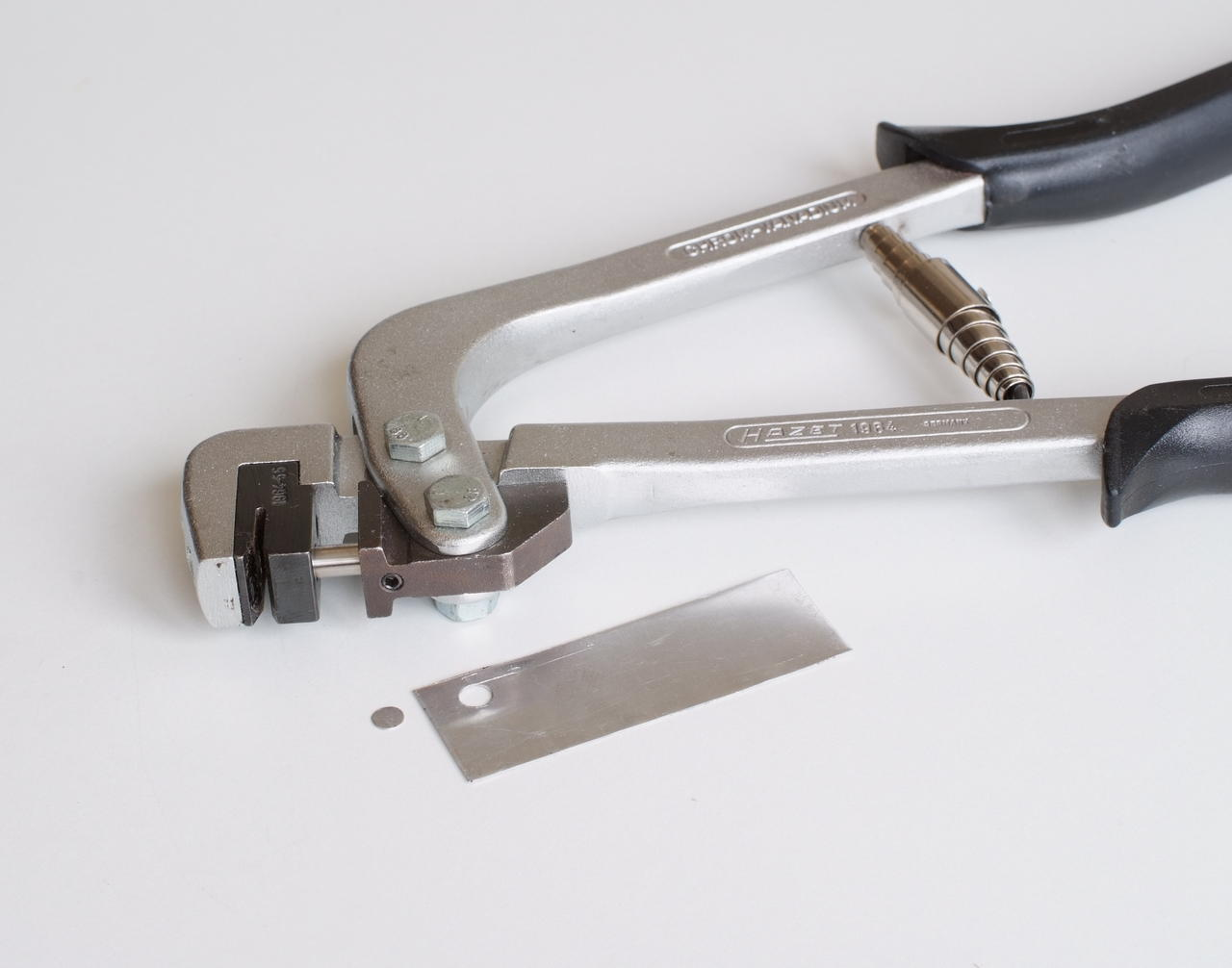
Zange und Blech mit Stanzloch
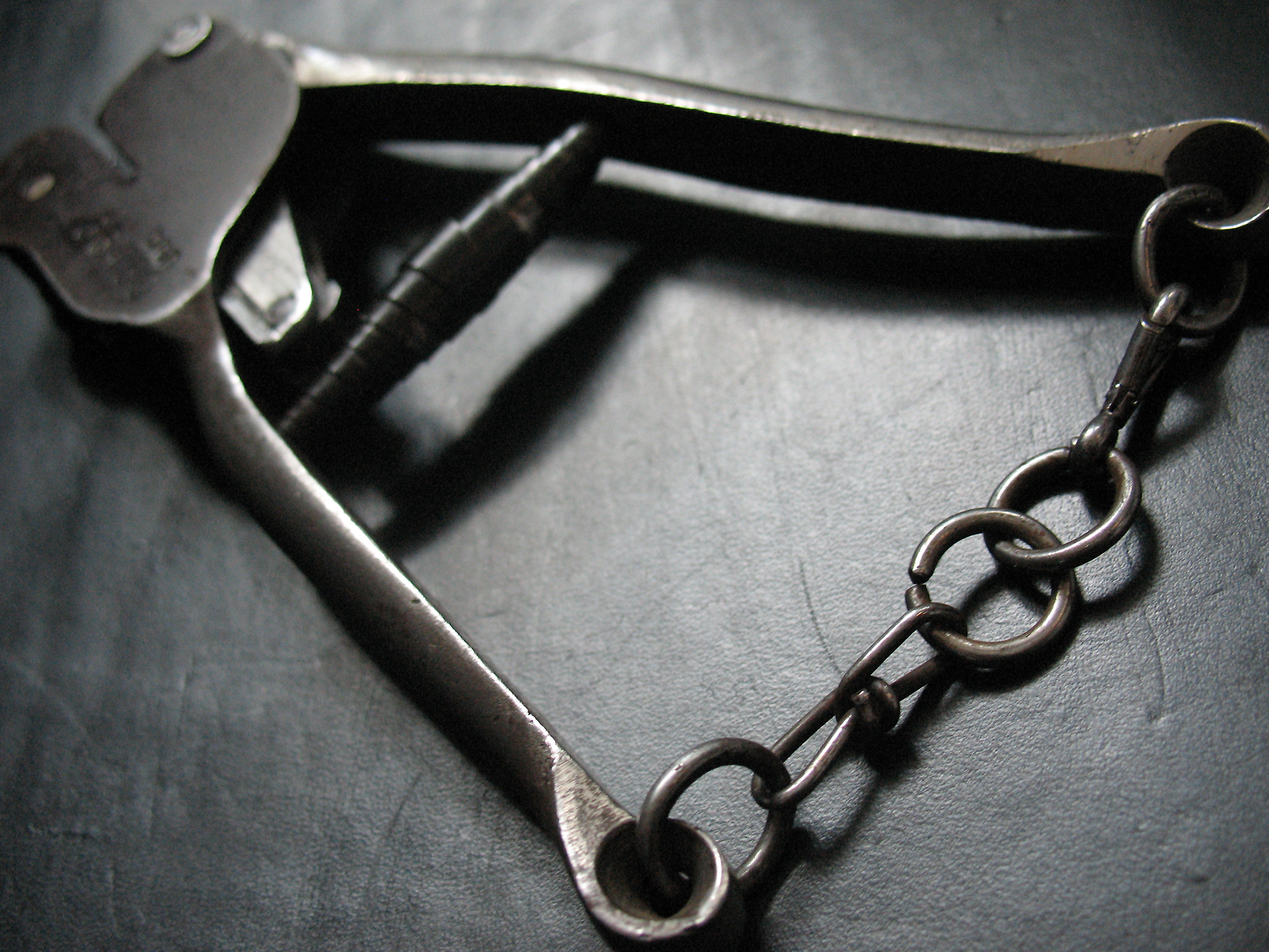
Schaffnerzange Deutsche Reichsbahn
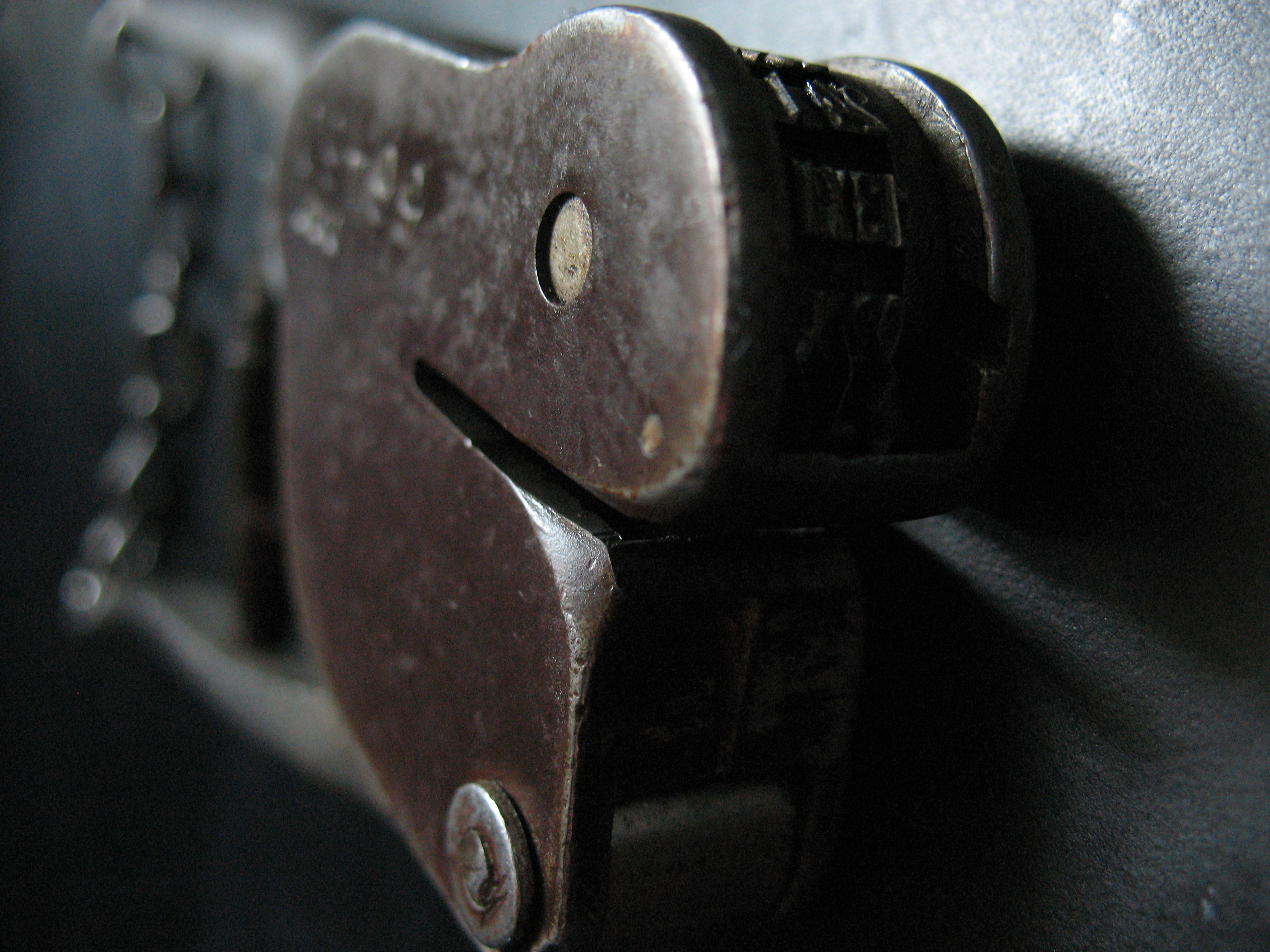
Schaffnerzange Deutsche Reichsbahn